# يو إف سي 81
يو إف سي 81: نقطة الانهيار (بالإنجليزية: UFC 81: Breaking Point)‏ هو حدث لفنون القتال المختلطة نظمته يو إف سي، أُقيم في 2 فبراير 2008، على مركز أحداث ماندالاي باي في لاس فيغاس، نيفادا، الولايات المتحدة.